# Lasippa biannulata
Lasippa biannulata är en fjärilsart som beskrevs av Martin 1924. Lasippa biannulata ingår i släktet Lasippa och familjen praktfjärilar. Inga underarter finns listade i Catalogue of Life.